# 사일런싱
《사일런싱》(The Silencing)은 미국에서 제작된 로빈 프론트 감독의 2020년 공포, 범죄, 스릴러 영화이다. 니콜라이 코스터-왈도 등이 주연으로 출연하였다.
2020년 7월 16일 DirecTV 시네마를 통해 개봉되었으며 극장과 VOD로는 2020년 8월 14일 사반 필름스에 의해 개봉되었다. 대한민국에서는 2021년 1월 28일 개봉했다.

## 출연

### 주연
- 니콜라이 코스터-왈도
- 애나벨 월리스

### 조연
- 히어로 파인즈 티핀
- 조쉬 크루다스
- 잔 맥클라논

## 개봉
이 영화는 원래 2020년 3월 사우스 바이 사우스웨스트에 의해 초연이 예정되었다가 코로나19 사태로 인해 영화제가 취소되었다. 직후 사반 필름스가 이 영화의 배급권을 인수하였다.